# Xavier Sala i Martín
Xavier Sala i Martín (Cabrera de Mar, 1962) é um economista e catedrático catalão. É professor da Universidade Columbia nos Estados Unidos. É conhecido também por seus artigos jornalísticos em diversos meios de comunicação. Durante um curto período de tempo foi presidente acidental do FC Barcelona.

## Biografia
Sala i Martín conseguiu a licenciatura em ciências econômicas na Universidade Autônoma de Barcelona em 1985 e doutorou-se em economia na Universidade Harvard em 1990. Além de trabalhar em Columbia, foi professor nas universidades de Yale, Harvard e Pompeu Fabra.
Sala i Martín foi oitavo na classificação dos mil economistas mais citados do mundo em 2002. Seu trabalho mais famoso e que lhe reportou a popularidade mundial foi uma estimação científica da distribuição da riqueza entre as diversas capas de população ao longo do tempo. Seu estudo demonstrou que, com a única exceção de África, não só os mais pobres eram cada vez menos pobres senão que ademais a distância entre estes e os mais ricos não crescia, em oposição ao que afirma a sabedoria popular.
Outros trabalhos seus incluem estudos sobre o crescimento econômico, a economia monetária, segurança social, economia da saúde, desenvolvimento econômico (especialmente na África) e o déficit na balança fiscal catalã (diferença entre o que Catalunha contribui ao Estado central e o que recebe dele). Foi consultor do Banco Mundial, do Fundo Monetário Internacional e do World Economic Forum. É presidente da comissão econômica do Futbol Club Barcelona e patrón fundador da Fundação Umbele: Um Futuro Para África uma ONG de ajuda ao desenvolvimento dos países africanos.
Recebeu, entre outros, o Prêmio Rei Juan Carlos para pesquisadores jovens em 1998, o Prêmio Fundação Banco Herrero de 2000, o Prêmio Godó de jornalismo de 2002, o prêmio Kenneth Arrow 2000 ao melhor artigo de economia da saúde do mundo e o Prêmio Rei Juan Carlos de Economia do 2004 que se outorga ao melhor economista de Espanha e Iberoamérica.
Foi durante 27 dias o presidente acidental do FC Barcelona que dirigiu uma comissão gestora no 2006, após um juiz determinar uma sentença na qual obrigava a diretoria a convocar eleições de maneira imediata.
Ainda que seus estudos tenham grande prestígio acadêmico, suas opiniões contra subsídios estatais, os impostos e o estado do bem-estar social são muito controversos. Nos meios de comunicação espanhóis apresenta-se como defensor da gestão privada da previdência e a educação, a concorrência, a retirada do controle das armas de fogo etc.

## Obra
- Economía Liberal Para No Economistas No Liberales
- Economic Growth, Escrito com Robert J. Barro
- Apuntes de Crecimiento Económico

Artigos publicados em colaboração com Robert J. Barro:
- World Real Interest Rates
- Convergence Across States and Regions
- Convergence
- Regional Growth and Migration
- Public Finance in Models of Economic Growth